# Техаські рейнджери (фільм)
Техаські рейнджери (англ. Texas Rangers) — американський вестерн 2001 року.

## Сюжет
Після Громадянської війни в США банда Кінга Фішера безчинствує в Техасі, вбиваючи людей. Бажаючи зупинити криваве беззаконня, капітан Макнеллі і його найближчий помічник — сержант Армстронг створюють загін рейнджерів і оголошують Фішера поза законом. Їхня озброєна до зубів, але нечисленна група, повинна зуміти дістати того, хто пролив стільки крові на їхній землі.

## У ролях
- Джеймс Ван Дер Бік — Лінкольн Роджерс Даннісон
- Рейчел Лі Кук — Керолайн Дюкес
- Ештон Кутчер — Джордж Дарем
- Ділан Макдермотт — Леандер МакНеллі
- Ашер Реймонд — Рендольф Дуглас Сципіо
- Том Скерріт — Річард Дюкес
- Ренді Тревіс — Френк Бонес
- Леонор Варела — Пердіта
- Брайан Мартелл — Жан-П'єр Марсель
- Альфред Моліна — Джон Кінг Фішер
- Біллі Мортон — Абахо
- Кейт Ньюбі — Генрієтта Дюкес
- Роберт Патрік — сержант Джон Армстронг